# Coinche
Pour l’article ayant un titre homophone, voir Coinches.
 (août 2013).
Si vous disposez d'ouvrages ou d'articles de référence ou si vous connaissez des sites web de qualité traitant du thème abordé ici, merci de compléter l'article en donnant les références utiles à sa vérifiabilité et en les liant à la section « Notes et références ».

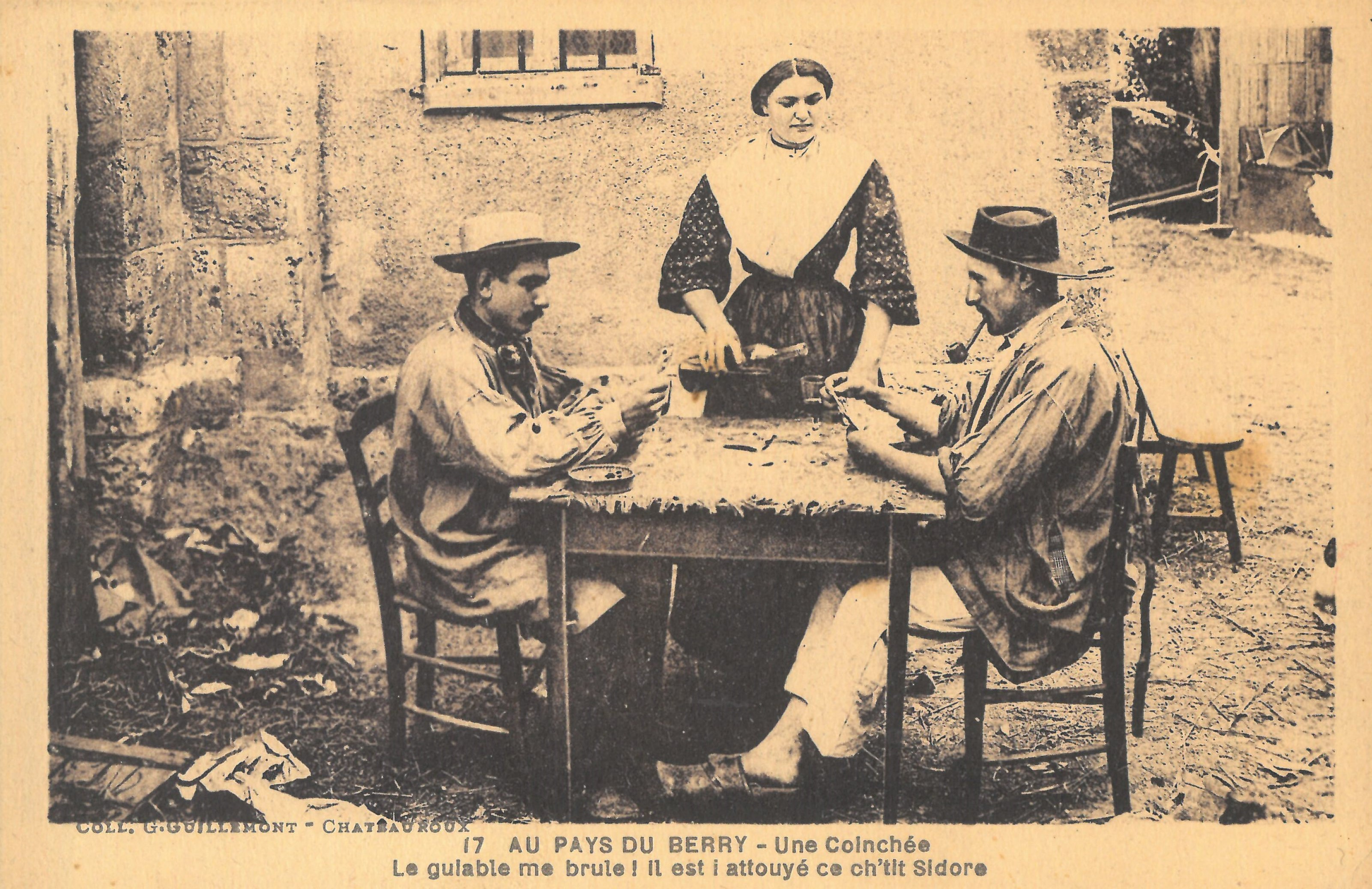
Partie de manille coinchée au Pays du Berry au début du.

La coinche, aussi appelée belote coinchée, est une variante de la belote, voisine de la belote bridgée. Elle se distingue de la belote contrée par la présence des enchères « tout atout » et « sans atout ». Le jeu a pris son nom de la version coinchée (contrée) de la manille (manille coinchée ou coinche). 
Les règles du jeu sont les mêmes, seules la distribution des cartes et la détermination de l'atout changent.
Comme la plupart des jeux populaires, la coinche n’a que peu de règles qui font l’unanimité et il est difficile, voire impossible, de tracer des limites géographiques à ses nombreuses variantes.

## Donne
La donne se fait de la même manière qu'à la belote, à ceci près qu'une fois les cinq premières cartes distribuées, un deuxième tour de donne est effectué pour que tous les joueurs aient leurs huit cartes en main. Variante stéphanoise (Loire) également appelée beloinche, six cartes sont données à chacun, les annonces sont faites, et deux cartes sont ensuite distribuées à chacun. L'attrait étant de faire son annonce en ignorant ce que l'on va toucher dessous, hormis le fait de se fier au déroulement de la donne précédente.

## Enchères et choix de l'atout
Après la distribution de toutes les cartes, le joueur situé à la droite du donneur fait débuter les enchères, qui ont pour but de déterminer l'atout de la partie et qui se déroulent dans le sens inverse des aiguilles d'une montre. Soit il passe, soit il annonce un contrat.
Chaque joueur en partant du joueur à la droite du donneur a deux choix lorsque son tour vient :
- soit il annonce qu'il passe, ce qui ne l'empêche pas de surenchérir aux tours suivants. Une annonce " en passant " peut vouloir signifier à son partenaire de laisser partir l'équipe adverse (en pensant qu'il ne feront jamais le contrat annoncé).
- soit il surenchérit sur la dernière enchère en annonçant un score plus élevé suivi d'une couleur. Par exemple, « 100 carreau ». Il s'agit du contrat de points qu'il pense pouvoir réaliser avec son partenaire, avec la couleur annoncée comme atout.

Les couleurs sont les quatre d'un jeu classique auxquelles sont ajoutés :
- tout atout : toutes les couleurs sont de l'atout
- sans atout : aucune couleur n'est de l'atout.

Les enchères débutent au minimum à 80, ce qui correspond presque à la moitié du total des points (162), et se font de dix en dix. Il est tout à fait possible de miser plus.
Une règle fondamentale du jeu est le fait de pouvoir coincher : lorsqu'un joueur annonce un contrat, en sachant qu'un adversaire pense que celui-ci n'atteindra pas son objectif qui est d'atteindre la somme misée, ce dernier peut coincher pendant tout le temps où cette enchère dure (dénommé « coincher à la volée »). Les points remportés de l'équipe gagnante seront alors doublés. Pour cela, il doit déclarer : « je coinche », ou « coinché ». Le joueur ainsi coinché peut sur-coincher de la même manière, et quadruplera les points de l'équipe gagnante. Parfois, le fait de frapper un petit coup sec sur la table accompagne (voire remplace) l'annonce "coinché".
Les enchères se terminent obligatoirement dans les deux cas suivants :
- lorsque trois joueurs d'affilée n'ont rien annoncé (impossibilité de monter sur sa propre enchère) ;
- un joueur a coinché, et a été éventuellement sur-coinché.

De manière générale, les surelances consistent à annoncer des plis supplémentaires :
- relancer 10 points son partenaire revient à lui annoncer un pli supplémentaire (1 as hors atout ou 2 atouts dont le neuf).
- relancer 20 points son partenaire revient à lui annoncer deux plis supplémentaires (2 as hors atout ou 1 as et 2 atouts dont le neuf ; ou 3 atouts dont le neuf et l'as). Exception faite pour annoncer le valet d'atout ou la belote.
- relancer 30 points son partenaire revient à lui annoncer trois plis supplémentaires (3 as ; ou deux as et un dix de la couleur d'un des deux as ; ou 2 as et 2 atouts dont le neuf ; ou 4 atouts dont le neuf, as et dix)

Il est possible de relancer de 10 points son partenaire en ayant le neuf sec (c'est-à-dire sans autre atout) étant donné qu'il apporte 14 points, bien que rien ne garantit qu'il finisse dans les plis de son possesseur.

### Sans atout
Ce type d'annonce est apprécié des joueurs ayant le maximum de dix et d'as possible, ou ayant une longueur de la même couleur, mais aucune couleur valable pour partir à l'atout (en l'absence conjointe du valet et du neuf, par exemple).
Il n'y a donc pas de valet ni de neuf à l'atout, ce qui fait un total de 120 points au lieu de 162.
Pour ramener le total à 152 points (plus le dix de der, donc 162 au total), une nouvelle échelle de points est définie :
- l'as vaut 19 points  (seule modification) ;
- le dix vaut 10 points ;
- le roi vaut 4 points ;
- la dame vaut 3 points ;
- le valet vaut 2 points ;
- le neuf, le huit et le sept : 0 point.

Une autre méthode consiste à appliquer un coefficient. Il suffit de compter les cartes de la manière classique puis de multiplier le résultat par (152/120).

### Tout atout
À l'inverse, ce type d'annonce est apprécié des joueurs n'ayant aucun as. Chaque valet valant 20 points et chaque neuf 14 points, le total se trouve ramené à 248.
Pour ramener le total à 152 points (plus le dix de der, donc 162 au total), une nouvelle échelle de points est définie :
- le valet vaut 14 points ;
- le neuf vaut 9 points ;
- l'as vaut 6 points ;
- le dix vaut 5 points ;
- le roi vaut 3 points ;
- la dame vaut 1 point ;
- le huit et le sept : 0 point.

Une autre méthode consiste à appliquer un coefficient. Il suffit de compter les cartes de la manière classique puis de multiplier le résultat par (152/248).
La belote apporte toujours 20 points supplémentaires. Il est possible d'annoncer plusieurs belotes. Le cas de la belote dorée (carré de rois et carré de dames en main) est une exception permettant d'apporter 100 points (au lieu de 80 points).

### Inversée
Version cavaillonnaise.
Même principe que la coinche (couleur, sans atout, tout atout) sauf que l'ordre des valeurs est inversée.
Exemple pour l'atout:
- le 7 vaut 20 points ;
- le 8 vaut 14 points
- la dame vaut 11 points ;
- le roi vaut 10 points ;
- le dix vaut 4 points ;
- l'as vaut 3 points ;
- le neuf et le valet 0 point.

### Capot
« Mettre capot » signifie remporter les huit plis d'une donne.
Selon les variantes, il existe aussi la « générale » : dans ce cas, un joueur remporte à lui seul les huit plis. Il peut être obligatoire de l'annoncer et si un joueur annonce une générale, il est autorisé à jouer en premier même s'il n'a pas la main au premier tour. L'ordre normal des joueurs est conservé.
Le capot et la générale sont primés et permettent ainsi de marquer plus de points. le jeu comporte 152 points avec une prime de 10 points pour le dernier pli. lorsque l'on fait un capot le dernier pli est primé de 100 points, le capot rapporte donc 252 points.
Le fait de remporter un capot sans l'avoir annoncé est parfois puni par un gage, souvent le devoir d'offrir l'apéritif.

### Jeu de cartes
Le jeu de cartes est exactement identique à celui de la belote, ainsi qu'à celui de la manille : il s'agit d'un jeu de 32 cartes divisé en quatre couleurs de huit cartes.
Il peut y avoir certaines indications pour défaire le contrat adverse :
- l'adversaire n'a pas effectué le nombre de points minimum nécessaires ;
- le partenaire n'ayant pas soutenu la couleur et ayant annoncé une autre couleur.

## Décompte des points
Pour gagner la donne, l'équipe qui est « partie » doit atteindre un total de points supérieur ou égal au contrat annoncé et faire plus de points que l'adversaire.
Si elle a gagné la donne, l'équipe qui est partie marque le nombre de points effectivement faits (arrondis à la dizaine la plus proche à partir de 5, par exemple, 15 est compté 20), auxquels s'ajoute la valeur du contrat annoncé, tandis que l'équipe perdante marque uniquement ses points.
Si elle a perdu la donne, l'équipe qui est partie ne marque aucun point (hors belote). L'équipe adverse marque tous les points (162, arrondis à 160) auxquels s'ajoute le nombre de points du contrat chuté.
Le capot est primé et rapporte 250 points (au lieu de 160 points), en plus des points du contrat. Un capot annoncé et réussi rapporte donc 500 points (250 points de capot fait et 250 points de contrat). En cas de chute, c'est l'équipe adverse qui gagne 500 points.
De même, si la variante du jeu permet la générale, celle-ci est primée et sa valeur est à déterminer en début de partie et les points du contrat s'ajoutent aussi à cette prime.
Lorsqu'un contrat a été coinché, les points marqués par l'équipe victorieuse sont doublés. L'autre équipe ne marque aucun point (hors belote). Lorsqu'un contrat a été surcoinché, les points sont quadruplés de la même manière.
Les points des annonces s'ajoutent ensuite à chaque équipe. Ils peuvent dans certaines variantes être comptabilisés avant et permettre de réaliser le contrat (ou d'être pris).

### Fin de partie
Une partie se joue généralement en 3 000 points.
Si les deux équipes dépassent ce score lors de la même partie, l'équipe qui atteint le plus gros total remporte la partie. Si leur total est identique, une donne supplémentaire est effectuée pour les départager.

## Annonces
À la coinche les annonces se comptent de la même manière qu'à la belote.
À sans atout, il n'y a pas de belote et le valet et le 9 n'ayant plus de prédominance, la valeur des annonces change : le carré d'as vaut 200, celui de dix vaut 150 et ceux de rois, dames, valets et 9 valent 100. Les suites de 3 cartes valent 20 points, celles de 4 cartes 50 points, celles de 5, 6, 7 et 8 cartes 100 points.
Une suite de 100 points prédomine un carré de 100 points.

## Variantes
Outre les variantes propres à la belote, la coinche a de nombreuses variantes qui lui sont propres :
- la valeur maximale de l'enchère est de 160 points (à la contrée en particulier);
- les enchères sont faites après une donne de 2 fois trois cartes. La partie débute après que les deux autres cartes sont distribuées.
- les annonces autres que la belote ne sont pas admises (en particulier à la contrée) ;
- les annonces sont comptabilisées pour déterminer si le contrat est réussi ;
- le contrat n'est pas réussi si l'adversaire totalise plus de points que le preneur (annonces comprises ou non) ;
- les enchères tout comme le décompte des points se font de 5 en 5 au lieu de 10 en 10 ;
- quand un adversaire annonce un capot et qu'on a la main, on ne peut pas lancer une carte maîtresse ;
- le tout atout n'existe pas ;
- le sans atout n'existe pas ;
- la générale n'existe pas ;
- la générale rapporte 350 points ;
- la générale rapporte 500 points ;
- la générale rapporte 700 points ;
- la générale rapporte 1 000 points ;
- la générale n'est comptée que si elle est annoncée ;
- la générale ne donne pas la main à celui qui l'annonce ;
- la générale ne se coinche pas ;
- les annonces capot beloté et générale belotée sont supérieures respectivement aux capot et générale, bien que faisant autant de points que leurs homologues non belotés, la générale restant supérieure au capot beloté ;
- on ne peut pas coincher les contrats de 80 points ;
- on ne peut coincher un adversaire qui annonce un capot ou une générale ;
- on peut ne pas coincher à la volée, mais seulement à son tour d'enchère;
- on peut décoincher en annonçant une annonce supérieure à celle qui a été coinchée ;
- les sans atout et tout atout ne sont joués qu'en capot ;
- les belotes peuvent être annoncées dans chacune des couleurs en tout at', rapportant 20 points chacune ;
- coincher (respectivement surcoincher) ne double (respectivement quadruple) que l'annonce, à laquelle s'ajoutent les points de la partie ; dans ce cas, la partie se joue généralement en 2 000 points ;
- Il existe une variante plus proche de la contrée où seuls les points annoncés sont marqués. En cas de contrat non réalisé les points annoncés vont à l'autre équipe (alors qu'à la contrée l'équipe adverse aurait marqué 160). Avec ce type de décompte on favorise plus le risque impliqué par l'annonce car soit on marque soit c'est l'adversaire qui marque des points même si une belote est annoncée. Le score avance moins vite, les parties se font en 1 000 points.
- Décompte des points : 
  - Un capot chuté est compté 160 points de chute plus 250 points de contrat soit 410 points au total pour la défense.
  - Une générale réussie est comptée 800 ou 1 000 points (400/500 de générale + 400/500 de contrat), chuté, elle est comptée 160 de chute + 400/500 de contrat soit 560/660 points pour la défense.
- les points à sans atout et tout atout sont comptés normalement (sur 130 et 258 respectivement), puis ramenés sur 162, ce qui nécessite une règle de conversion :

| Points classiques     | 0 | 10 | 20 | 30 | 40 | 50 | 60 | 70  | 80  | 90  | 100 | 110 | 120 | 130 | 140 | 150 | 160 |
| Équivalent tout atout | 0 | 16 | 32 | 48 | 64 | 80 | 96 | 112 | 128 | 144 | 160 | 176 | 192 | 208 | 223 | 239 | 255 |
| Équivalent sans atout | 0 | 9  | 17 | 25 | 33 | 41 | 49 | 57  | 65  | 73  | 81  | 89  | 97  | 105 | 113 | 121 | 130 |

- une enchère faite sur tout atout est faite sur 160 points, puis on rajoute 50 pour avoir l'enchère sur 250 ; les points sont comptés sur 248 points (inconvénient de l'enchère pas proportionnelle aux points à faire) ;
- une enchère faite sur tout atout est faite sur 160 points. On ne compte alors pas le dix de der, et on multiplie les points faits par 2/3 ; ce qui ramène le total des points à environ 165.
- les points à sans atout et tout atout sont comptés normalement, mais ce sont les enchères qui sont comparées aux enchères « classiques » sur 160 points ;
- idem, mais la comparaison n'est pas linéaire et se fait selon le tableau :

| Sans atout | 70  | 80  | 90  | 100 | 110 | 120 | 130 |     |     | Capot | Générale |
| Atout      | 80  | 90  | 100 | 110 | 120 | 130 | 140 | 150 | 160 | Capot | Générale |
| Tout atout | 130 | 150 | 170 | 190 | 210 | 230 | 250 |     |     | Capot | Générale |

- un contrat est honoré si l'on fait les points du contrat plus un ;
- un contrat est honoré si l'on fait les points du contrat plus deux ;
- on peut surenchérir sur sa propre enchère ;
- on peut surenchérir sur sa propre enchère uniquement si on propose une autre couleur ;
- on ne peut enchérir plus de deux fois ;
- seule l'enchère est retenue dans le comptage des points, et le perdant fait donc zéro. Ceci force les joueurs à monter leur enchère (si annoncé 100 et fait 140, on ne compte que 100). De plus on ne peut finir sans victoire. Dans ce cas la partie se joue le plus souvent en 1 000 points ou en 1 500 points, et sans les annonces. Cette variante est à la fois prisée des débutants pour son décompte des points plus clair et des spécialistes pour son incitation à monter les enchères.
- un joueur peut annoncer une "misère", qui correspond à moins de 10 points (ou 11) dans son jeu, une fois la couleur d'atout choisie, ou parfois avant.
- un carré de 7 permet d'annuler la partie, à la fin des enchères.

Notes et références